# 国民政府考試院跡

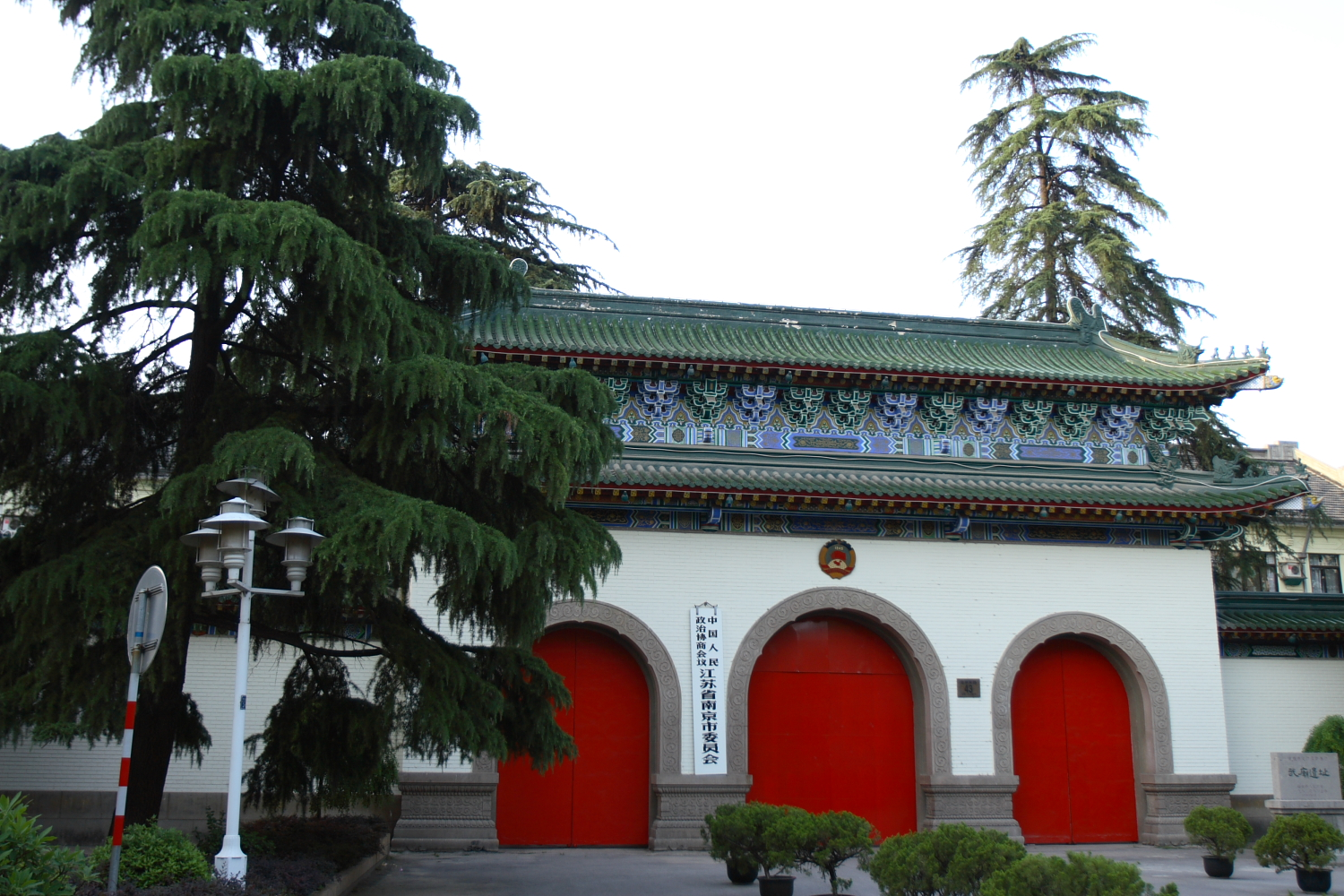
考試院跡

国民政府考試院跡は江蘇省南京市玄武区北京東路41、43号にある建築である。
この場所は明に国子監、清に武廟があった。1930年5月からは考試院のオフィスとして使われた。1949年以降、ここは江蘇省政協のオフィスになっている。2001年、国民政府考試院跡が中国重点文物保護単位に入選した。